# Walking the Boogie
Walking the Boogie è il secondo album della band italiana Small Jackets uscito nel 2006 e prodotto dalla etichetta Go Down Records.

## Tracce
Testi e musiche di Eddy Current (3,4,7,9) e Lu "Donini" Silver (1,6,8,10).
1. My Surprise – 4:37 (Lu "Donini" Silver)
2. Forever Night – 4:04 – Guitar [Solo] – Nick "Royale" Anderson*, Robert "Strings" Dahlqvist*
3. If You Don't Need... – 3:49 (Eddy Current) – Organ [Hammond], Piano, Keyboards – Dany Led
4. Leave Me Alone – 3:10 (Eddy Current) – Organ [Hammond], Piano, Keyboards – Dany Led
5. Maybe Tomorrow – 6:20
6. Wintertime (Lu "Donini" Silver) – Organ [Hammond], Piano, Keyboards – Dany Led
7. Born To Die – 2:52 (Eddy Current)
8. Heroes – 2:52 (Lu "Donini" Silver) – Guitar [Solo] – Gabry Ravaglia
9. Phoenix's Light – 1:29 (Eddy Current)
10. She Don't Care – 4:49 (Lu "Donini" Silver) – Organ [Hammond], Piano, Keyboards – Dany Led